# 凱爾扎茲區
29°27′N 1°25′E / 29.450°N 1.417°E

凱爾扎茲區（阿拉伯语：‎），是阿爾及利亞的行政區，位於該國西部，由貝沙爾省負責管轄，首府設於凱爾扎茲，面積19,310平方公里，2008年人口9,876，人口密度每平方公里0.5人。